# Pseudoricopis excavatipennis
Pseudoricopis excavatipennis är en skalbaggsart som beskrevs av Stefan von Breuning 1970. Pseudoricopis excavatipennis ingår i släktet Pseudoricopis och familjen långhorningar. Inga underarter finns listade i Catalogue of Life.